# Stare Slemene
Stare Slemene este o localitate din comuna Slovenske Konjice, Slovenia, cu o populație de 109 locuitori.